# Maurizio Ronconi
Maurizio Ronconi (Spello, 11 agosto 1953) è un politico italiano.

## Biografia
Medico specializzato in endocrinologia presso l'Università di Perugia e in nefrologia presso l'Università di Firenze, è autore di varie pubblicazioni scientifiche. È stato responsabile dell'Unità operativa di dialisi peritoneale presso l'ospedale di Foligno.
Esponente della Democrazia Cristiana, dal 1985 al 1995 è consigliere provinciale della provincia di Perugia. Dopo lo scioglimento della DC, nel 1994, aderisce al Partito Popolare Italiano, divenendone segretario regionale in Umbria; nel 1995 passa ai Cristiani Democratici Uniti e, nel 1996, viene eletto al Senato. Nell'ottobre 1998 aderisce tuttavia al Centro Cristiano Democratico, in contrasto con la decisione del CDU (nel frattempo confluito nell'UDR) di sostenere il governo D'Alema I.
Successivamente si candida, con il sostegno della Casa delle Libertà, a presidente alle elezioni regionali umbre del 2000: ottiene il 39,2% dei voti ed è sconfitto dalla candidata di centro-sinistra Maria Rita Lorenzetti. Si dimette comunque dal Senato, optando per la carica di consigliere regionale, ruolo che mantiene per un anno.
Nel 2001 viene rieletto al Senato, dove è Presidente della Commissione agricoltura e fa parte del gruppo CCD-CDU, che poi nel 2002 diventa UDC. Nel 2006 è eletto alla Camera dove svolge il ruolo di Vicepresidente del gruppo UDC. Conclude il proprio mandato parlamentare nel 2008. Dal 2009 al 2014 è di nuovo consigliere provinciale a Perugia.
Alle elezioni politiche del 2013 è nuovamente candidato al Senato della Repubblica, in regione Umbria, nella lista Con Monti per l'Italia (in seconda posizione, in quota UDC), risultando tuttavia il primo dei non eletti.
Già Coordinatore Regionale dell'UDC Umbria, Responsabile Nazionale degli Enti Locali e membro della Direzione nazionale del partito.
Nel 2016 ha fondato il Movimento per l'Umbria, soggetto politico centrista che aggrega diversi consiglieri Comunali e assessori.
È stato Vicepresidente dell'Ancitel. Membro di CdA di società pubbliche e private. Già Dirigente responsabile nella Direzione Sanitaria della ASL 2 Umbria. Opinionista politico, ha un blog.